# FC Groningen
FC Groningen er en fodboldklub i Groningen, Holland. Deres rivaler er SC Heerenveen. Når de to klubber spiller mod hinanden bliver det også kaldt: De Slag om het Noorden eller slaget om det nordlige Holland

Klubben blev grundlagt 16. juni 1971 af Groningen Fodbold og Atletik Association (GVAV, grundlagt 26. januar). Klubben var en del den bedste hollandske række i de første sæsoner, men rykkede ned i anden division efter allerede tre sæsoner.
Bagefter fik klubben igen succes da de fik Ronald Koeman og hans ældre bror Erwin Koeman ind i klubben sammen med den defensive midtbanespiller Jan van Dijk, hvilket i 1982/83 for første gang resulterede i kvalifikation til UEFA Cup. Deres bedste sæson i den hollandske æresdivision var i 1990/91, hvor de endte på en 3. plads.
FC Groningen's hjemmebanefarver er grøn og hvid. Klubben spiller deres hjemmebanekampe på Euroborg Stadion, der har plads til 20.000. I december 2005 spillede de den sidste kamp på det noget mindre Oosterpark Stadion, hvor de ellers havde spillet i 72 år.
2005/06-sæsonen blev en af de beste i FC Groningens historie, i det klubben endte på en 5. plads i ligaen, hvilket medførte at FC Groningen skulle spille play-off kampe om at få lov til at deltage i UEFA Champions League tredje runde kvalifikation. Det lykkedes dog ikke, dog kvalificerede FC Groningen sig til UEFA Cuppen for første gang i 14 år.

## Danske spillere i Groningen
Den 1. januar 1966 tiltrådte  VB spilleren Ole Fritsen i GVAV Groningen, hvor han spillede som professionel frem til den 1. juli 1971. I alt fik Ole 210 kampe på det bedste hold og scorede imponerende 150 mål. De to sidste sæsoner var Ole anfører for holdet. Det var første gang en udlænding var anfører for et hollandsk hold. 
I 1996-1997 spillede Peter Sørensen i klubben. Siden hen har Morten Nordstrand og Thomas Enevoldsen spillet i klubben, også Nicklas Pedersen har spillet i klubben. Og fra 2023 spille Mads Bech Sørensen i klubben.